# Tore Meinecke
Tore Meinecke (* 21. Juli 1967 in Hamburg) ist ein ehemaliger deutscher Tennisspieler.

## Werdegang
Meinecke besuchte in seiner Heimatstadt Hamburg das Gymnasium Dörpsweg. 1980 wurde er Europameister der Knaben. Er brach die Schule 1983 im Alter von 15 Jahren ab, um Berufstennisspieler zu werden. In der Tennis-Bundesliga spielte er für den Klipper THC, später für den TC Amberg. In seinem ersten Jahr als Berufstennisspieler verbesserte sich Meinecke vom 660. auf den 298. Platz der Weltrangliste. 1983 erhielt Meinecke eine Einladung zur Teilnahme am Turnier am Rothenbaum in seiner Heimatstadt Hamburg. Wegen eines Missverständnisses kam er aber zu spät zum Turnierbeginn und wurde gestrichen, Meinecke spielte erst 1986 wieder bei dem Turnier. Er erwog zwischenzeitlich, seine Schulausbildung wieder aufzunehmen. Sein Bruder und Trainer Björn Meinecke bezeichnete die Profilaufbahn seines Bruders zunächst als Experiment.
In der Weltrangliste war seine höchste Position der 46. Platz im Mai 1988. Er erreichte in seiner Laufbahn ein Einzelfinale und gewann zwei Doppelturniere. Bei einem Verkehrsunfall am 29. Juni 1989 im französischen Clermont-Ferrand erlitt er Kopfverletzungen, es bestand die Gefahr einer bleibenden Lähmung. Sein Bruder Björn und Ricki Osterthun, die ebenfalls in dem verunglückten Fahrzeug saßen, blieben unverletzt.
Meinecke lag 37 Tage im Koma und musste mit 22 Jahren seine Karriere beenden. Rund zwei Monate nach dem Unfall war Meinecke wieder in der Lage, längere Strecken zu Fuß zurückzulegen, hatte aber noch Sprachstörungen. An der Wiederherstellung der körperlichen Leistungsfähigkeit arbeitete er unter anderem mit dem damaligen Masseur des Hamburger SV, Hermann Rieger. Beim Versuch, Monate nach dem Unfall wieder Tennis zu spielen, stellte Meinecke vor allem Schwierigkeiten mit der Koordination, dem Stellungsspiel und der Einschätzung gegnerischer Schläge fest. Im August 1990 betätigte er sich bei Tennis-Übertragungen des Fernsehsenders Eurosport als Kommentator. Im Januar 1991 nahm Meinecke als Gastspieler an der Hamburger Tennismeisterschaft teil und bestritt dort sein erstes Wettkampfspiel seit dem Unfall: Meinecke verlor gegen Jörn Renzenbrink 1:6, 2:6. Fast sechs Jahre nach seinem schweren Verkehrsunfall bewältigte Meinecke beim Hamburg-Marathon die 42,195 Kilometer in fünf Stunden und zehn Minuten.
Mit seiner damaligen Verlobten und späteren Ehefrau, der Schweizerin Céline Cohen, die ebenfalls Berufstennisspielerin war, zog er nach Genf und übernahm dann 1992 mit ihr die Leitung eines an der Loire bei der französischen Stadt Nantes gelegenen Schlosses (Château de La Colaissière), das von Cohens Vater erworben worden war und zu einer Gaststätte mit angeschlossenen Sportanlagen umgebaut wurde.
Später wurde Meinecke als Tennislehrer in der Schweiz tätig, zusammen mit Jonas Svensson gründete er 2004 in Chavannes-de-Bogis eine Tennisschule.

## Erfolge
| Legende                 |
| Grand Slam              |
| Super-9-Serie           |
| ATP Tour (2)            |
| ATP Challenger Tour (1) |

| Siege nach Belag |
| Hartplatz        |
| Rasen            |
| Sand (1)         |
| Teppich (1)      |

### Einzel

#### Finalteilnahmen
| Nr. | Datum         | Turnier | Belag | Finalgegner            | Ergebnis |
| --- | ------------- | ------- | ----- | ---------------------- | -------- |
| 1.  | 21. Juni 1987 | Athen   | Sand  | Guillermo Pérez Roldán | 2:6, 3:6 |

### Doppel

#### Turniersiege

##### ATP Tour
| Nr. | Datum            | Turnier   | Belag   | Doppelpartner   | Finalgegner                     | Ergebnis      |
| --- | ---------------- | --------- | ------- | --------------- | ------------------------------- | ------------- |
| 1.  | 21. Juni 1987    | Athen     | Sand    | Ricki Osterthun | Jaroslav Navrátil Tom Nijssen   | 6:2, 3:6, 6:2 |
| 2.  | 14. Februar 1988 | Rotterdam | Teppich | Patrik Kühnen   | Magnus Gustafsson Diego Nargiso | 7:6, 7:6      |

##### Challenger Tour
| Nr. | Datum         | Turnier | Belag | Partner       | Finalgegner                  | Ergebnis      |
| --- | ------------- | ------- | ----- | ------------- | ---------------------------- | ------------- |
| 1   | 16. März 1987 | Kairo   | Sand  | Loïc Courteau | Jordi Arrese David de Miguel | 2:6, 7:6, 6:4 |

#### Finalteilnahmen
| Nr. | Datum         | Turnier | Belag     | Doppelpartner | Finalgegner              | Ergebnis |
| --- | ------------- | ------- | --------- | ------------- | ------------------------ | -------- |
| 1.  | 21. Juni 1987 | Guarujá | Hartplatz | Martin Hipp   | Luiz Mattar Cássio Motta | 6:7, 1:6 |